# Лејк Танси (Тенеси)
Лејк Танси (енгл. Lake Tansi) насељено је место без административног статуса у америчкој савезној држави Тенеси.

## Демографија
По попису из 2010. године број становника је 3.803, што је 1.182 (45,1%) становника више него 2000. године.
| Група             | 2000.         | 2010.         |
| Белци             | 2.565 (97,9%) | 3.703 (97,4%) |
| Афроамериканци    | 2 (0,1%)      | 11 (0,3%)     |
| Азијати           | 8 (0,3%)      | 5 (0,1%)      |
| Хиспаноамериканци | 22 (0,8%)     | 40 (1,1%)     |
| Укупно            | 2.621         | 3.803         |